# محمد المسلمي
محمد صالح علي المسلمي (مواليد 20 أبريل 1990) لاعب كرة قدم عماني. يجيد اللعب في مركز الدفاع مع منتخب عمان الوطني ونادي ظفار.
اعتزال محمد المسلمي اللعب الدولي بعد مسيرة امتدت من عام 2010 إلى 2025 خاض خلالها 128 مباراة دولية وسجل خلالها ثلاثة أهداف. خاض 26 مباراة في تصفيات كأس العالم و25 في كأس الخليج و6 في كأس آسيا.

## أهدافه مع المنتخب الوطني
| #  | التاريخ       | المكان                           | الخصم      | الهدف | النتيجة | المسابقة      |
| -- | ------------- | -------------------------------- | ---------- | ----- | ------- | ------------- |
| 1. | 7 نوفمبر 2014 | مجمع السلطان قابوس الرياضي، مسقط | اليمن      | 1–0   | 2–0     | مباراة ودية   |
| 2. | 7 نوفمبر 2014 | مجمع السلطان قابوس الرياضي، مسقط | اليمن      | 2–0   | 2–0     | مباراة ودية   |
| 3. | 17 يناير 2019 | ملعب محمد بن زايد، أبو ظبي       | تركمانستان | 3–1   | 3–1     | كأس آسيا 2019 |

## روابط خارجية
- محمد المسلمي على موقع الاتحاد الدولي (مؤرشف)  (الإنجليزية)
- محمد المسلمي على موقع قاعدة بيانات كرة القدم.إي يو (الإنجليزية)
- محمد المسلمي على موقع ناشيونال فوتبول تيمز (الإنجليزية)
- محمد المسلمي على موقع Soccerway.com (الإنجليزية)
- محمد المسلمي على موقع كووورة